# Thoklung
Thoklung (nepalski: थोक्लुङ) – gaun wikas samiti we wschodniej części Nepalu w strefie Kośi w dystrykcie Terhathum. Według nepalskiego spisu powszechnego z 2001 roku liczył on 542 gospodarstw domowych i 3040 mieszkańców (1574 kobiet i 1466 mężczyzn).